# Llandaff Palace
Llandaff Palace (auch Bishop’s Palace, Llandaff oder Llandaff Castle genannt) ist die Ruine der befestigten mittelalterlichen Residenz der Bischöfe der walisischen Diözese Llandaff. Die als Kulturdenkmal der Kategorie Grade I klassifizierte und als Scheduled Monument geschützte Anlage liegt in dem im Nordwesten der walisischen Hauptstadt Cardiff gelegenen Stadtteil Llandaff.

## Geschichte

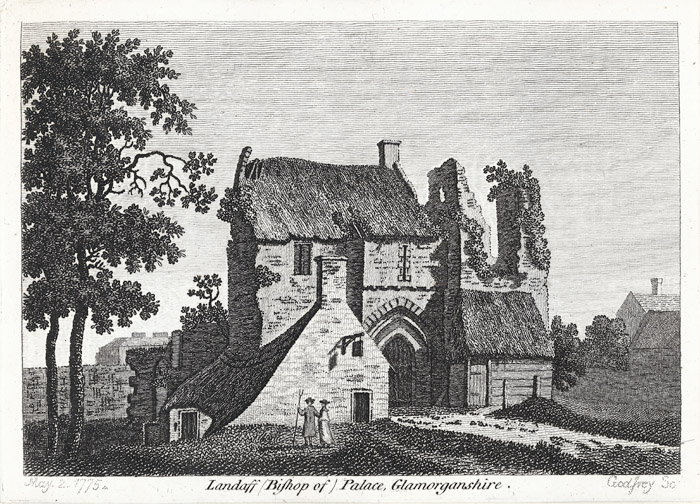
Die Ruine des Torhauses vor 1775, nach einem Stich von Richard Bernad Godfrey

Angeblich soll schon Bischof Urban, der zu Beginn des 12. Jahrhunderts die Kathedrale von Llandaff erneuerte, eine erste Burg an der Stelle des heutigen Palastes errichtet haben. Die erhaltenen Teile des Bischofspalastes wurden vermutlich im späten 13. Jahrhundert von Bischof William de Braose, der von 1266 bis 1287 Bischof von Llandaff war, erbaut. Erstmals erwähnt wurde der Palast 1328. Vermutlich während der Rebellion von Owain Glyndŵr wurde die Burg um 1404 erobert und beschädigt. Angeblich war nach dem Angriff nur noch das Torhaus bewohnbar, doch die Bischöfe nutzten die Burg noch weiter bis in die Mitte des 15. Jahrhunderts. Um diese Zeit verlegten die Bischöfe ihren Wohnsitz in den Mathern Palace im bei Chepstow gelegenen Dorf Mathern. Der Palast und die Herrschaft Llandaff wurden an die Familie Matthew verpachtet, die südlich des Palastes im 16. Jahrhundert Llandaff Court als neuen Wohnsitz errichten. Die Mauern und Türme der Burg wurden bis auf das Torhaus vermutlich nach dem Englischen Bürgerkrieg niedergelegt, im 18. Jahrhundert war die Burg verfallen. Die Familie Matthew hatte ihren Hauptsitz nach Irland verlegt, wo Francis Matthew 1797 zum Earl Llandaff erhoben wurde, und Burg und Herrschaft Llandaff weiter verpachtet. Admiral Thomas Matthew ließ 1742 den alten Llandaff Court abreißen und bis 1749 durch einen Neubau errichten. 1850 kaufte Bischof Alfred Ollivant Llandaff Court und nutzte das nun Bishop’s Court genannte Anwesen als Residenz, die alte Burg diente als ummauerter Küchengarten. Bis 1939 diente Bishop’s Court als Residenz, seit 1958 dient es als Cathedral School. 1971 wurde die angrenzende Burgruine der Stadt Cardiff übergeben, die das Torhaus restaurierte und die Anlage 1972 als öffentlichen Park zugänglich machte. 1962 und von 1971 bis 1972 fanden archäologische Untersuchungen der Anlage statt.

## Anlage
Die Ruine liegt als Teil einer Gruppe historischer Gebäude am südöstlichen Ende der Kathedralfreiheit von Llandaff. Die nordöstliche Seite der Burg grenzte ursprünglich direkt an den River Taff, der jedoch in den nächsten Jahrhunderten seinen Lauf weiter nach Norden verlagerte. Der Palast war eine kleine, mit Ringmauer und Türmen befestigte Burg, die an der Südseite vermutlich noch durch einen heute verfüllten Graben gesichert war. Die hauptsächlich aus Kalkstein errichtete Burg wurde um einen unregelmäßigen Innenhof angelegt und besaß neben dem Torhaus vier weitere Türme. Das Torhaus ist der am besten erhaltene Teil der Anlage. Es ähnelt dem um 1277 errichteten nördlichen äußeren Torhaus von Caerphilly Castle, die Türme haben jedoch einen quadratischen Grundriss mit abgerundeten Ecken. Ursprünglich besaß es über einem Erdgeschoss zwei weitere Stockwerke, doch nur das Erdgeschoss ist noch erhalten. Es besitzt eine gewölbte Durchfahrt, die mit Toren und einem Fallgatter gesichert war. Eine Wendeltreppe im rückwärtig angebauten viereckigen Treppenturm führte in das Obergeschoss, das vermutlich eine Halle enthielt. Die Ringmauer ist noch teilweise erhalten, am besten an der Westseite, vor allem die Nord- und die Südostseiten der Mauer wurden im 18. Jahrhundert als Umfassungsmauer des Küchengartens neu errichtet. An der Südecke befinden sich die Reste eines Rundturms, an der östlichen Ecke die eines quadratischen Eckturms, der vermutlich als Wohnraum diente. Von der Wohnhalle im Nordosten der Anlage ist nur die äußere Mauer, die gleichzeitig ein Teil der Ringmauer war, erhalten. Sie hatte große Außenfenster, die die Wehrfähigkeit der Anlage verringerten. Von den weiteren Gebäuden der Burg, die vermutlich nur aus Holz und Fachwerk errichtet waren, sind keine Reste erhalten.